# Mišari
Mišari (en serbe cyrillique : Мишари) est un village de Bosnie-Herzégovine. Il est situé dans la municipalité de Vlasenica et dans la république serbe de Bosnie. Selon les premiers résultats du recensement bosnien de 2013, il compte 183 habitants.

## Démographie

### Évolution historique de la population dans la localité
| 1948 | 1953 | 1961 | 1971 | 1981 | 1991 | 2013 |
| ---- | ---- | ---- | ---- | ---- | ---- | ---- |
| -    | -    | 203  | 236  | 294  | 232, | 183  |

|  |

### Communauté locale
En 1991, la communauté locale de Mišari comptait 1 595 habitants, répartis de la manière suivante :